# Atleta di Lussino
L'Atleta di Lussino (in croato chiamato anche Hrvatski Apoksiomen, cioè Apoxyómenos croato) è un'antica opera scultorea greca in bronzo, databile tra il I secolo a.C. e il II secolo d.C. Fu rinvenuta per caso nel 1996 da un turista belga durante un'immersione subacquea nel mare presso Lussino, ma il suo recupero fu possibile solo nel 1999. Alta circa 192 cm, essa si inquadra nella ben nota tipologia dell'Apoxyómenos, ovvero la rappresentazione di un atleta colto nell'atto di detergersi il corpo da polvere e sudore per mezzo di uno strigile.
Secondo l'accademico Nenad Cambi, dell'Università di Spalato, l'opera sarebbe una copia di bottega ellenistica del II-I secolo a.C., risalente a un originale scultoreo greco della metà del IV secolo a.C.
Il professor Vincenzo Saladino, dell'Università di Firenze, ritiene invece che il prototipo originale risalga a un'epoca ellenistica, intorno al 300 a.C., di cui l'atleta di Lussino costituisce una riproduzione in copia del I-II secolo d.C.
Un tentativo di attribuzione è stato compiuto dal prof. Paolo Moreno, che ha ricondotto la tipologia della statua a un originale di Dedalo di Sicione, «artista di scuola policletea di terza generazione».

## Storia

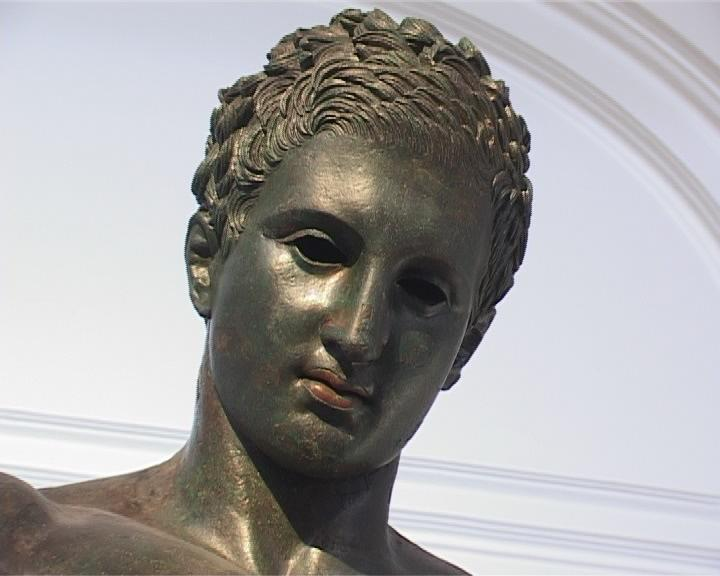
LApoxyómenos di Lussino: dettaglio del volto.

La statua fu scoperta nel 1996 da un turista belga, il sommozzatore René Wouters, presso l'isola di Oriule Grande (Vele Orjule), a una profondità di circa 45 m, adagiata tra due rocce sul fondo sabbioso. La notizia venne inizialmente tenuta segreta per motivi di sicurezza e solo nel 1998 venne portata a conoscenza del Ministero della cultura croato. Il ministero deliberò di affrontare una complessa operazione di prospezione subacquea, con recupero della statua e messa in atto dell'opera di restauro. Per ragioni di opportunità, il ministro Bozo Biskupic decise di riportare in superficie la statua prima di dare inizio alle esplorazioni, ad evitare così che immersioni illegali potessero comprometterne la sicurezza. Fu così che il 27 aprile 1999 la statua fu fatta riemergere, per essere sottoposta a un lungo ciclo di desalinizzazione e restauro conservativo, condotto a Zagabria sotto la guida del prof. Giuliano Tordi dell'Opificio delle pietre dure di Firenze, del prof. Antonio Šerbetić, capo restauratore e direttore del laboratorio per i metalli dell'Istituto Croato per il Restauro di Zagabria e del prof. Andrea Šimunić, dell'ufficio dell'Istituto Croato per il Restauro di Zagabria, con la collaborazione di esperti dei Musei civici di Como.
Ultimati gli interventi conservativi, la statua è stata esposta presso il Museo Archeologico di Zagabria dal 17 maggio al 30 settembre 2006. Dal mese di ottobre 2006, e fino al 30 gennaio 2007, l'opera è stata in tour in Italia: esposta a Firenze nelle sale del Palazzo Medici Riccardi, è stata visitata da circa 80.000 visitatori, facendo registrare un notevole incremento della normale affluenza al museo.

### Circostanze dell'affondamento o dell'abbandono della statua
La statua affondò in mare in un'epoca sicuramente non vicina alla data della sua fusione, come è stato rivelato dall'esame del materiale presente nella parte cava del bronzo. Essa - in base alla radio-datazione al carbonio-14 del materiale organico trovato all'interno della statua (un nocciolo di pesca e un rametto) - risalirebbe a un'epoca di prima età imperiale, tra il 20 a.C. e il 110 d.C. All'inizio del II secolo d.C. la statua atletica era quindi già antica ed era anche passata per alcune traversie: alcuni danni ne avevano resa necessaria la deposizione in orizzontale per qualche tempo, come dimostrato dall'esistenza, nella parte cava, di una tana di roditori. È possibile che, al momento dell'affondamento, la statua fosse in procinto di essere trasferita in una grande città, come Aquileia, Ravenna o Pola, viaggiando su una nave che percorreva una rotta di cabotaggio.
Nei pressi del sito di ritrovamento è stata compiuta una ricerca subacquea ad ampio raggio, estesa su un'area di 10.000 metri quadrati, con uso di metal detector e altri strumenti. È stata effettuata, inoltre, una prospezione con sonde robotiche estesa su una più ampia area di 50.000 metri quadrati, che non ha rilevato tracce di un antico naufragio, ma ha portato alla luce solo parti di ancore romane in piombo, cinque frammenti di anfore del II secolo d.C. e la base della statua. Questi risultati fanno presumere che la scultura fosse a bordo di una nave oneraria romana, dalla quale sarebbe caduta accidentalmente per la rottura delle corde nel mare agitato, o sarebbe stata deliberatamente abbandonata in mare per alleviare il peso durante una tempesta. Ma l'esatto motivo che avrebbe indotto i marinai a sacrificare proprio una parte così preziosa del carico rimane ancora oggi oscuro.

## Descrizione e stile

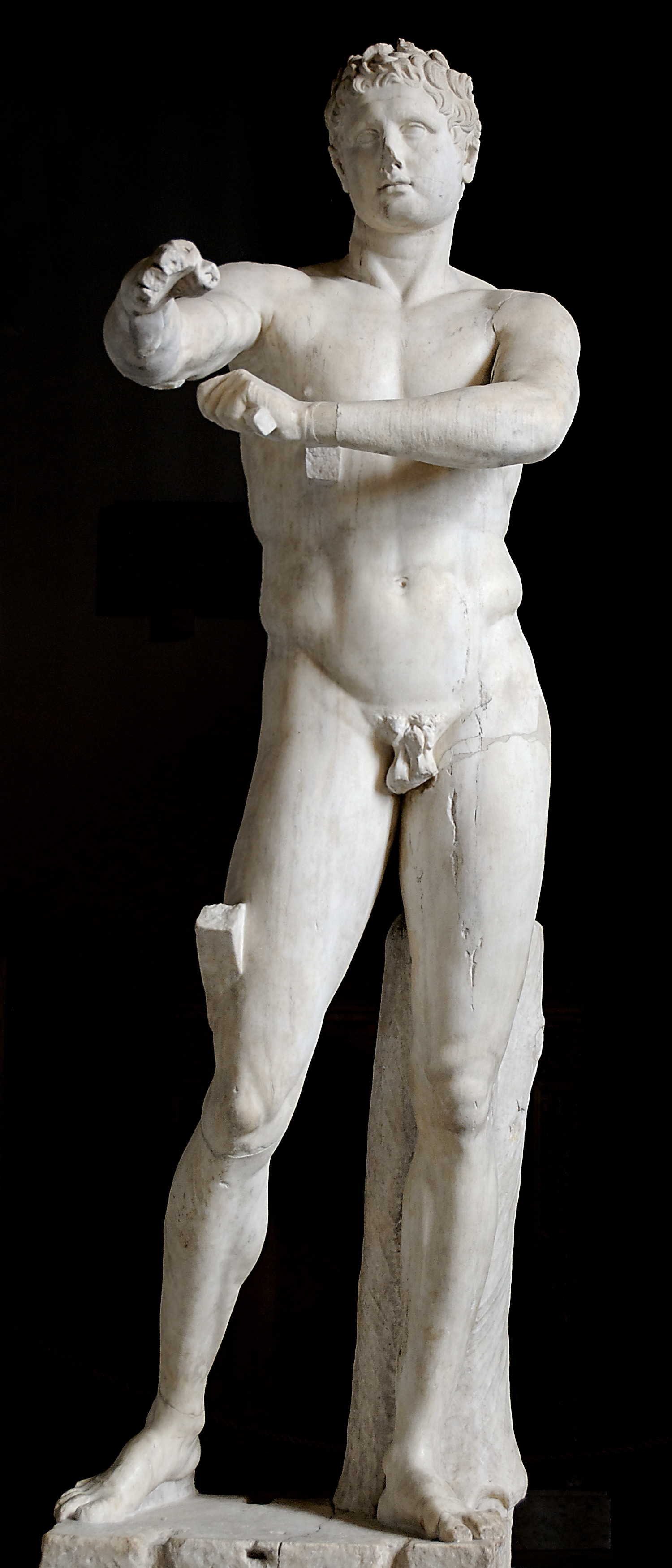
L'Apoxyómenos vaticano (copia romana da originale bronzeo lisippeo - IV secolo a.C.).

L'atleta di Lussino si presta a un immediato confronto con altri celebri esempi della stessa tipologia dell'Apoxyómenos. Esso differisce dalla realizzazione di Lisippo, conosciuta da una copia romana ora ai Musei Vaticani, in primo luogo per la diversa impostazione del gesto: l'atleta di Lussino non deterge l'avambraccio sollevato ma, con gli arti rivolti in basso, pulisce lo strigile con l'altra mano.
La tipologia richiama invece un'identica statua bronzea, rinvenuta a Efeso nel 1896, ora esposta al Kunsthistorisches Museum di Vienna e dimostratasi essere il calco bronzeo di altra opera in fusione.
La popolarità di cui, nell'antichità, dovette godere la tipologia iconografica dell'Apoxyómenos, è testimoniata dal gran numero di reperti frammentari che ripropongono il medesimo tipo, forse tutte variazioni sul tema dell'esemplare originario di Lisippo.

## Restauro

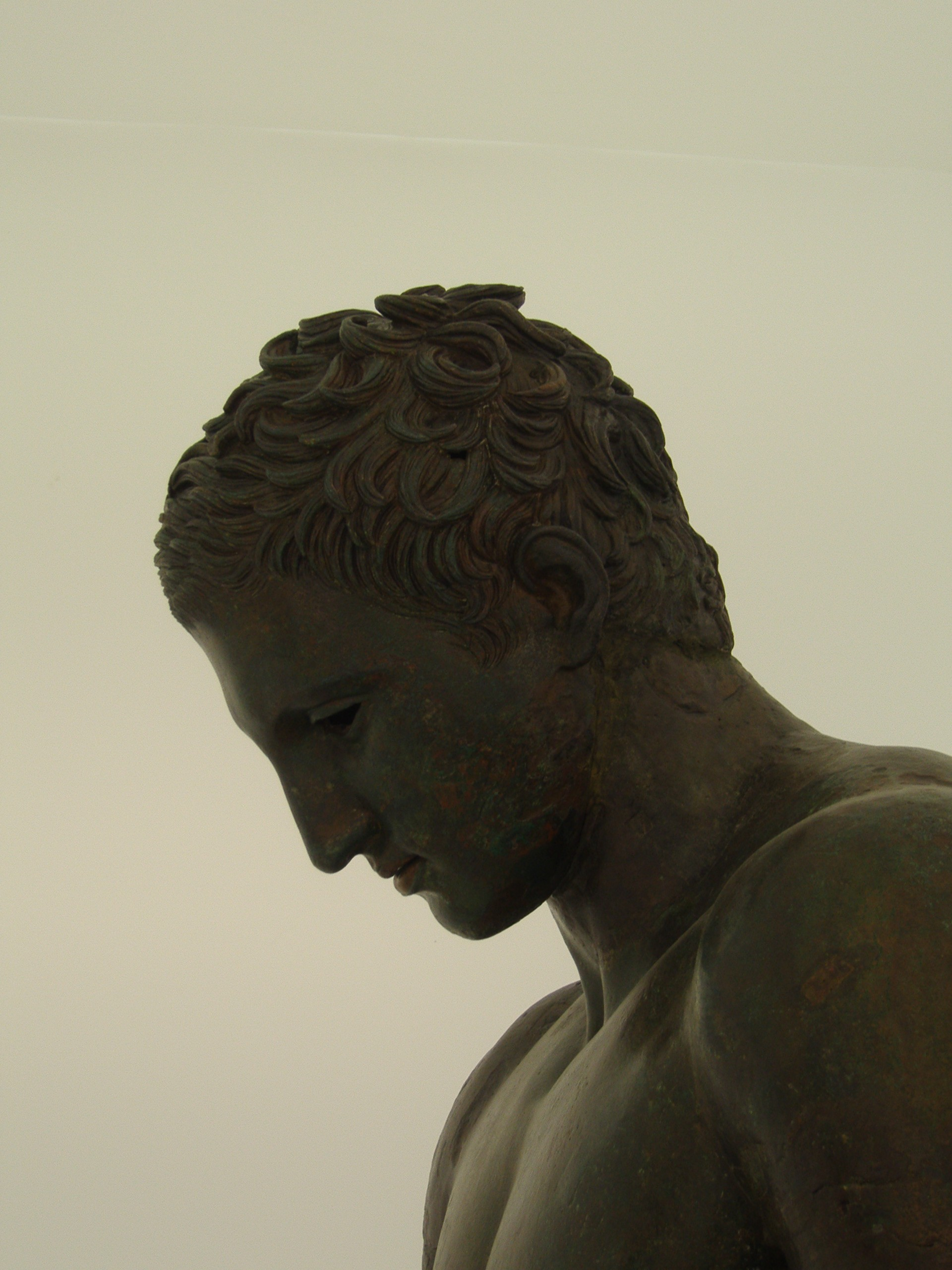
LApoxyómenos di Lussino: profilo del volto

A causa della lunga permanenza in acqua di mare, l'Apoxyomenos di Lussino, al momento del ripescaggio, si presentava ricoperto da una spessa patina di concrezioni minerali di origine organica, che ne aveva protetto la lega da fenomeni di corrosioni di origine galvano-chimica. Per la rimozione di tali incrostazioni non si è fatto alcun uso di prodotti chimici. Tutto l'intervento di conservazione e restauro infatti, il primo nel suo genere mai posto in essere in Croazia, si è servito di metodologie esclusivamente meccaniche con l'uso di utensili di precisione manovrati manualmente o, talvolta, con l'aiuto della macchina.
La statua presentava una serie di grandi fessurazioni e danni nell'area ischiatica della gamba destra, che hanno richiesto un intervento di ricomposizione; si è resa necessaria anche la realizzazione di una speciale struttura in grado di sorreggere l'intera statua all'interno.
Il piedistallo originale della statua si presenta decorato da ornamenti quadrati e da svastiche.
Nella cavità interna della statua sono stati trovati diversi materiali organici, come pezzi di legno, rami, semi, pezzi di frutta, noccioli di olive e ciliegie, e un nido di piccoli roditori, che, studiati da esperti dei Musei civici di Como e dell'Università di Zagabria, hanno fornito importanti informazioni sulle vicende e sulla datazione dell'opera.
Fin dalla scoperta della statua, gli archeologi sono divisi sulla questione se il modello utilizzato dallo scultore fosse mancino o destrorso. Il Ministro della pubblica istruzione italiano Giuseppe Fioroni, medico per professione, durante una visita alla statua all'epoca dell'esposizione fiorentina, ha notato un più accentuato trofismo dei muscoli della spalla sinistra rispetto a quelli della destra, una circostanza che farebbe supporre un modello mancino.
L'intervento di restauro sull'Apoxyomenos ha ricevuto dall'Unione europea il premio Europa Nostra per la tutela del patrimonio culturale.

## Il museo
ll 30 aprile 2016 a Lussinpiccolo è stato inaugurato il museo appositamente ideato per l'esposizione dell'Apoksiomen. La statua ha fatto così ritorno nell'isola il cui mare l'ha conservata per così lungo tempo.